# Pseudonicsara wanuma
Pseudonicsara wanuma är en insektsart som beskrevs av Sigfrid Ingrisch 2009. Pseudonicsara wanuma ingår i släktet Pseudonicsara och familjen vårtbitare. Inga underarter finns listade i Catalogue of Life.